# Gare de Cibali
La gare de Cibali est une gare ferroviaire de la ligne à voie étroite Ferrovia Circumetnea

## Situation ferroviaire
Elle est située sur la ligne à voie étroite Ferrovia Circumetnea, entre la gare de Milo et la gare de San Nullo.

## Histoire
La gare de Cibali est mise en service le 2 février 1895, lors de l'ouverture à l'exploitation de la première section de la Ferrovia Circumetnea, de Borgo à Adernò (renommée depuis Adrano).

Restauration du bâtiment en 2021
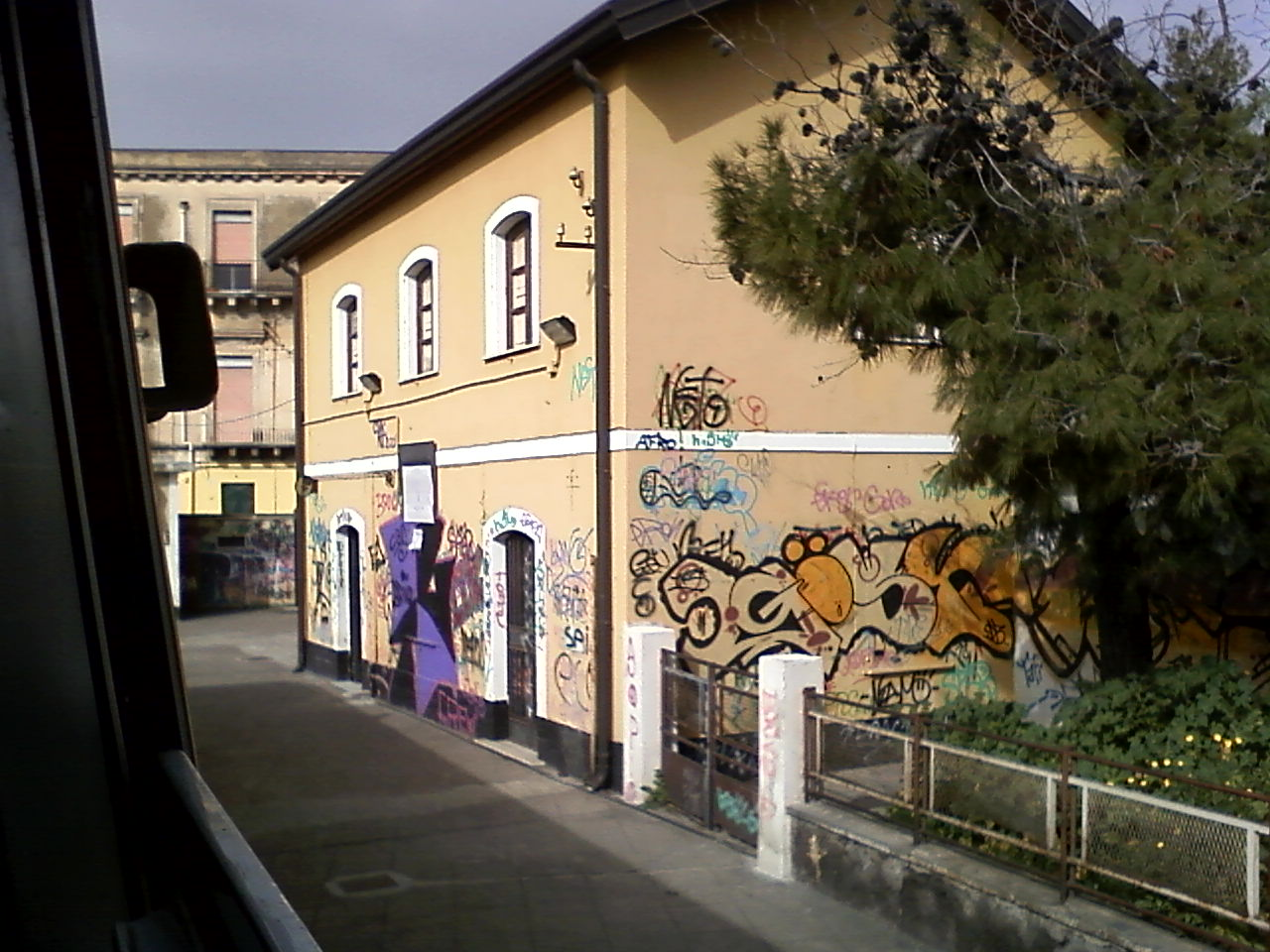
2010.
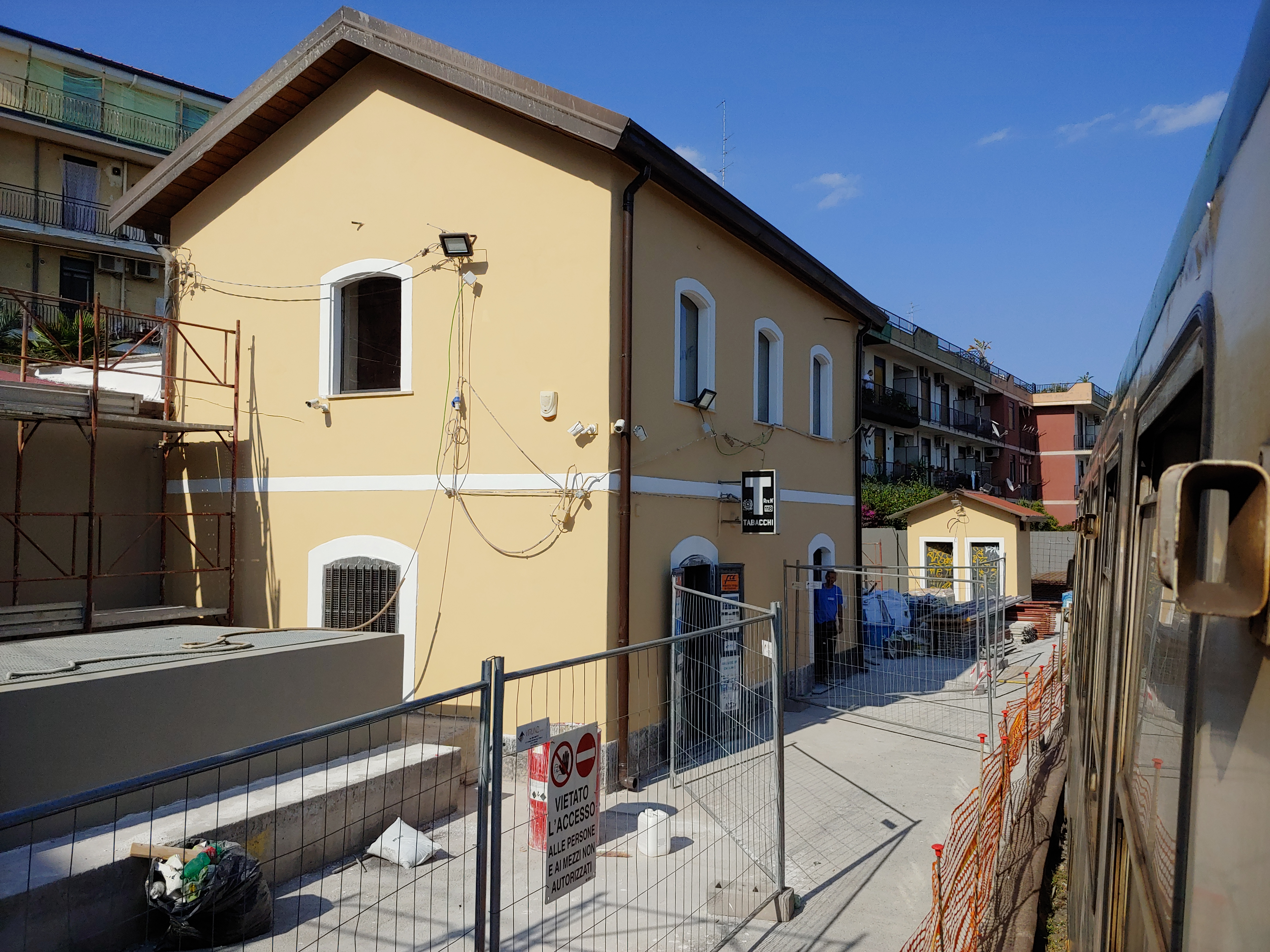
2021.